# Francisco Miranda da Costa Lobo
Francisco Miranda da Costa Lobo (Vinhais, 18 de fevereiro de 1864 — Coimbra, 29 de abril de 1945) foi um astrónomo português.
Foi galardoado com a Medalha Janssen de 1926.
Foi palestrante do Congresso Internacional de Matemáticos em Toronto (1924) e Zurique (1932).